# Hamann Motorsport
Hamann Motorsport est un préparateur automobile allemand basé à Laupheim, connu pour ses préparations esthétiques et mécaniques de marques automobiles différentes telles que Ferrari, Porsche ou BMW.

## Histoire
La marque a été fondée en 1986 par Richard Hamann. Ce préparateur propose des kits carrosseries pour des marques automobiles variées. Le premier modèle de la marque est une BMW M3 (E30) avec son propre kit carrosserie

## Kits notables

### Hamann Felgen
Basée sur la BMW M2, ce kit propose une augmentation d'une puissance de 50 chevaux supplémentaires par rapport à la version de base.

### Hamann Nervudo
Sur base de Lamborghini Aventador, ce kit propose également une augmentation d'une puissance de 60 chevaux supplémentaire par rapport au modèle de base. Le modèle a été devoilé au salon international de l'automobile de Genève 2014.